# Thomas Partey
Thomas Partey, né le 13 juin 1993 à Odumase Krobo (en) au Ghana, est un footballeur international ghanéen qui évolue au poste de milieu défensif au Villarreal CF.

## Biographie

### En club

#### Atlético de Madrid (2013-2020)
Thomas Partey rejoint le centre de formation de l'Atlético de Madrid en 2012 en provenance du Ghana.
Le 28 mai 2016, il fait son apparition en finale de Ligue des champions.
Sa polyvalence et sa vision de jeu ont amené Diego Simeone à l'utiliser dans la première équipe de l'Atlético de Madrid jusqu'à devenir un des titulaires au milieu de terrain à partir de la saison 2017/18. Thomas Partey peut jouer presque à tous les postes mais c'est en milieu défensif où il est le plus à l'aise.

#### Prêts en Espagne (2013-2015)
Il est prêté en premier lieu au RCD Mallorca et ensuite à l'UD Almería en 2014, club qui était alors en Liga. Ces deux prêts lui permettent d'acquérir une certaine expérience, surtout celui à Almería étant donné que le club évoluait au plus haut niveau à ce moment-là.
Le 11 avril 2015, il inscrit un doublé en Liga avec l'équipe d'Almería face au club de Grenade.

#### Arsenal FC (2020-2025)
Le 5 octobre 2020, il quitte l'Atletico de Madrid et signe à Arsenal contre 50 millions d'euros.
Thomas Partey fait ses débuts pour Arsenal le 17 octobre 2020, en entrant en jeu contre Manchester City (défaite 0‑1) lors d’un match de Premier League. Il joue ensuite son premier match comme titulaire cinq jours plus tard, lors d’un succès 2‑1 en Europa League contre Rapid Wien.
Il participe activement aux campagnes 2022‑23 (2e place) et 2023‑24 (2e place), avec 33 (2022‑23) puis 14 apparitions (2023‑24) en championnat .
Partey soulève avec Arsenal le Community Shield en 2024, remporté face à Manchester City aux tirs au but.
À l’issue de son contrat expirant le 30 juin 2025, Arsenal annonce son départ, ne parvenant pas à prolonger l’aventure. Il conclut son passage avec 167 apparitions, 9 buts et 7 passes décisives au total .

### En équipe nationale
En mai 2016, Partey a été appelé pour la première fois en équipe nationale du Ghana par le manager Avram Grant, en vue d'un match de qualification pour la Coupe d'Afrique des nations 2017 contre Maurice. Il a fait ses débuts le 5 juin, remplaçant Frank Acheampong pour les 11 dernières minutes d'une victoire 2-0 à l'extérieur qui a assuré la place des Black Stars en finale. Le 5 septembre 2017, Partey a marqué son premier triplé international lors d'une victoire 5-1 contre le Congo en qualification pour la Coupe du Monde de la FIFA 2018.
Partey a été choisi dans l'équipe de 23 hommes de Kwesi Appiah pour la Coupe d'Afrique des nations de football 2019 en Égypte. Dans leur dernier match de groupe, il a marqué lors d'une victoire 2–0 sur la Guinée-Bissau au Stade de Suez alors que les Black Stars terminaient en tête de leur groupe. Il a marqué lors de la séance de tirs au but à la fin du match des huitièmes de finale contre la Tunisie le 8 juillet, bien que son équipe ait été éliminée.
Partey a remporté le prix du Meilleur joueur ghanéen de l'année en 2018 et 2019,. En prévision des qualifications pour la Coupe d'Afrique des Nations 2021, ainsi que pour les qualifications pour la Coupe du monde de football 2022, Partey a été nommé vice-capitaine du Ghana,.
En novembre 2022, Partey a été convoqué dans l'équipe du Ghana de 26 hommes qui participerait au Coupe du monde de football 2022 au Qatar.

## Statistiques
| Saison                | Club                  | Championnat           | Championnat | Championnat | Championnat | Coupe nationale | Coupe nationale | Coupe nationale | Coupe de la Ligue | Coupe de la Ligue | Coupe de la Ligue | Supercoupe | Supercoupe | Supercoupe | Compétition(s) continentale(s) | Compétition(s) continentale(s) | Compétition(s) continentale(s) | Compétition(s) continentale(s) | Supercoupe de l'UEFA | Supercoupe de l'UEFA | Supercoupe de l'UEFA | Total | Total | Total |
| Saison                | Club                  | Division              | M.          | B.          | P.d.        | M.              | B.              | P.d.            | M.                | B.                | P.d.              | M.         | B.         | P.d.       | Comp.                          | M.                             | B.                             | P.d.                           | M.                   | B.                   | P.d.                 | M.    | B.    | P.d.  |
| 2012-2013             | Atlético de Madrid B  | Segunda División B    | 33          | 4           | -           | -               | -               | -               | -                 | -                 | -                 | -          | -          | -          | -                              | -                              | -                              | -                              | -                    | -                    | -                    | 33    | 4     | 0     |
| 2013-2014             | RCD Majorque (prêt)   | Liga 2                | 37          | 5           | 2           | 1               | 0               | 0               | -                 | -                 | -                 | -          | -          | -          | -                              | -                              | -                              | -                              | -                    | -                    | -                    | 38    | 5     | 2     |
| 2014-2015             | UD Almería (prêt)     | Liga                  | 31          | 4           | 0           | 1               | 0               | 0               | -                 | -                 | -                 | -          | -          | -          | -                              | -                              | -                              | -                              | -                    | -                    | -                    | 32    | 4     | 0     |
| 2015-2016             | Atlético de Madrid    | Liga                  | 13          | 2           | 1           | 5               | 1               | 0               | -                 | -                 | -                 | -          | -          | -          | C1                             | 5                              | 0                              | 0                              | -                    | -                    | -                    | 23    | 3     | 1     |
| 2016-2017             | Atlético de Madrid    | Liga                  | 16          | 1           | 2           | 2               | 0               | 2               | -                 | -                 | -                 | -          | -          | -          | C1                             | 6                              | 0                              | 0                              | -                    | -                    | -                    | 24    | 1     | 4     |
| 2017-2018             | Atlético de Madrid    | Liga                  | 33          | 3           | 0           | 3               | 1               | 0               | -                 | -                 | -                 | -          | -          | -          | C1+C3                          | 6+8                            | 1+0                            | 0+0                            | -                    | -                    | -                    | 50    | 5     | 0     |
| 2018-2019             | Atlético de Madrid    | Liga                  | 32          | 3           | 4           | 3               | 0               | 0               | -                 | -                 | -                 | -          | -          | -          | C1                             | 6                              | 0                              | 1                              | 1                    | 0                    | 1                    | 42    | 3     | 6     |
| 2019-2020             | Atlético de Madrid    | Liga                  | 35          | 3           | 0           | 1               | 0               | 0               | -                 | -                 | -                 | 2          | 0          | 0          | C1                             | 8                              | 1                              | 1                              | -                    | -                    | -                    | 46    | 4     | 1     |
| 2020-2021             | Atlético de Madrid    | Liga                  | 3           | 0           | 0           | -               | -               | -               | -                 | -                 | -                 | -          | -          | -          | C1                             | -                              | -                              | -                              | -                    | -                    | -                    | 3     | 0     | 0     |
| Sous-total            | Sous-total            | Sous-total            | 132         | 12          | 7           | 14              | 2               | 2               | -                 | -                 | -                 | 2          | 0          | 0          | -                              | 39                             | 2                              | 2                              | 1                    | 0                    | 1                    | 188   | 16    | 12    |
| 2020-2021             | Arsenal FC            | Premier League        | 24          | 0           | 2           | 1               | 0               | 0               | -                 | -                 | -                 | -          | -          | -          | C3                             | 8                              | 0                              | 1                              | -                    | -                    | -                    | 33    | 0     | 3     |
| 2021-2022             | Arsenal FC            | Premier League        | 24          | 2           | 1           | -               | -               | -               | 2                 | 0                 | 0                 | -          | -          | -          | -                              | -                              | -                              | -                              | -                    | -                    | -                    | 26    | 2     | 1     |
| 2022-2023             | Arsenal FC            | Premier League        | 33          | 3           | 0           | 1               | 0               | 0               | -                 | -                 | -                 | -          | -          | -          | C3                             | 6                              | 0                              | 0                              | -                    | -                    | -                    | 40    | 3     | 0     |
| 2023-2024             | Arsenal FC            | Premier League        | 14          | 0           | 0           | -               | -               | -               | -                 | -                 | -                 | 1          | 0          | 0          | C1                             | 1                              | 0                              | 0                              | -                    | -                    | -                    | 16    | 0     | 0     |
| 2024-2025             | Arsenal FC            | Premier League        | 35          | 4           | 2           | 1               | 0               | 0               | 4                 | 0                 | 0                 | -          | -          | -          | C1                             | 12                             | 0                              | 0                              | -                    | -                    | -                    | 52    | 4     | 2     |
| Sous-total            | Sous-total            | Sous-total            | 130         | 9           | 5           | 3               | 0               | 0               | 6                 | 0                 | 0                 | 1          | 0          | 0          | -                              | 27                             | 0                              | 1                              | -                    | -                    | -                    | 167   | 9     | 6     |
| 2025-2026             | Villarreal CF         | Liga                  | 1           | 0           | 0           | -               | -               | -               | -                 | -                 | -                 | -          | -          | -          | C1                             | -                              | -                              | -                              | -                    | -                    | -                    | 1     | 0     | 0     |
| Total sur la carrière | Total sur la carrière | Total sur la carrière | 364         | 34          | 14          | 19              | 2               | 2               | 6                 | 0                 | 0                 | 3          | 0          | 0          | -                              | 66                             | 2                              | 3                              | 1                    | 0                    | 1                    | 459   | 38    | 20    |

## Palmarès

### En club
Atlético de Madrid (2)
- Vainqueur de la Ligue Europa en 2018
- Vainqueur de la Supercoupe d'Europe en 2018
- Finaliste de la Ligue des Champions en 2016
- Vice-champion de Liga en 2018 et 2019
- Finaliste de la Supercoupe d'Espagne en 2020

- Arsenal FC (1)
- Vainqueur du  en Community Shield en 2023
- Vice-champion de Premier League en 2023, 2024 et 2025

### Distinctions personnelles
Équipe du Ghana
- Élu meilleur joueur ghanéen de l'année : 2018 et 2019

## Vie personnelle
En mars 2022, Partey s'est converti à l'Islam : il déclare que cette décision provient de sa relation avec sa compagne marocaine, Sara Bella. En juin, il a été rapporté qu'il avait changé son prénom pour Yakubu dans le cadre de sa conversion religieuse, tout en restant Thomas Partey légalement et professionnellement ; il a déclaré quelques jours plus tard qu'il avait repris son nom de Thomas.
En juin 2022, Partey a été fait chef du peuple Manya Krobo de la Région Orientale du Ghana par leur chef suprême, Nene Sakite II, en récompense pour avoir mené l'équipe à la qualification pour la Coupe du monde de football 2022 aux dépens du Nigéria voisin.

### Affaire judiciaire
En juillet 2025, il est inculpé pour des viols sur deux femmes et pour une agression sexuelle sur une troisième. Il doit comparaître le mardi 5 août devant le tribunal de Westminster.